# Patricia Barber
Patricia Barber, född 8 november 1955 i Chicago, Illinois, är en amerikansk jazzpianist och sångare. 
Barber växte upp i South Sioux City, Nebraska. Hennes far var Floyd "Shim" Barber, en tidigare medlem av Glenn Millers Band. Hon började spela piano när hon var 6 år gammal.
Barber är utbildad i klassiskt piano och psykologi vid University of Iowa. Hon har även en magisterexamen i jazzpedagogik från Northwestern University.

## Diskografi
- Split (1989)
- Distortion of Love (1992)
- Café Blue (1994)
- Modern Cool (1998)
- Companion (1999)
- Nightclub (2000)
- Verse (2002)
- Live: A Fortnight in France (2004)
- Live: France 2004 DVD (2005)
- Mythologies (2006)
- The Premonition Years: 1994-2002 (2007)
- The Cole Porter Mix (2008)
- Monday Night Recorded Live at the Green Mill (2009)
- Patricia Barber & Kenny Werner - Live in Concert DVD (2011)
- Monday Night Live at the Green Mill volume 2 (2011)
- Smash (2013)